# Kastell Butzbach
Das Kastell Butzbach (auch Kastell Hunneburg, Hunnenburg oder Hunburg) war ein römisches Kastell am Obergermanischen Limes (Strecke 4, Hochtaunus und westliche Wetterau) in Butzbach im Wetteraukreis in Hessen. Zusammen mit dem benachbarten Kleinkastell Degerfeld diente es zur Überwachung eines bedeutenden Grenzüberganges am nördlichen Limesbogen.
Die Ruine des Kastells war nach dem Abzug der Römer jahrhundertelang sichtbar. Im Volksmund erhielt sie deshalb den Namen Hunneburg. Erste Ausgrabungen führte im 19. Jahrhundert der Friedberger Rektor Johann Philipp Dieffenbach durch, doch erst die Grabungen der Reichs-Limeskommission (RLK)  am Ende des Jahrhunderts führten zur sicheren Identifizierung des Kastells. In der zweiten Hälfte des 20. Jahrhunderts wurden Teile des Kastellvicus untersucht, als das Areal mit Wohngebäuden der in Butzbach stationierten US-Soldaten bebaut wurde. Seit 2005 ist das nur teilweise überbaute Limeskastell Teil des UNESCO-Welterbes Grenzanlagen des Römischen Reichs: Obergermanisch-Raetischer Limes.

## Lage

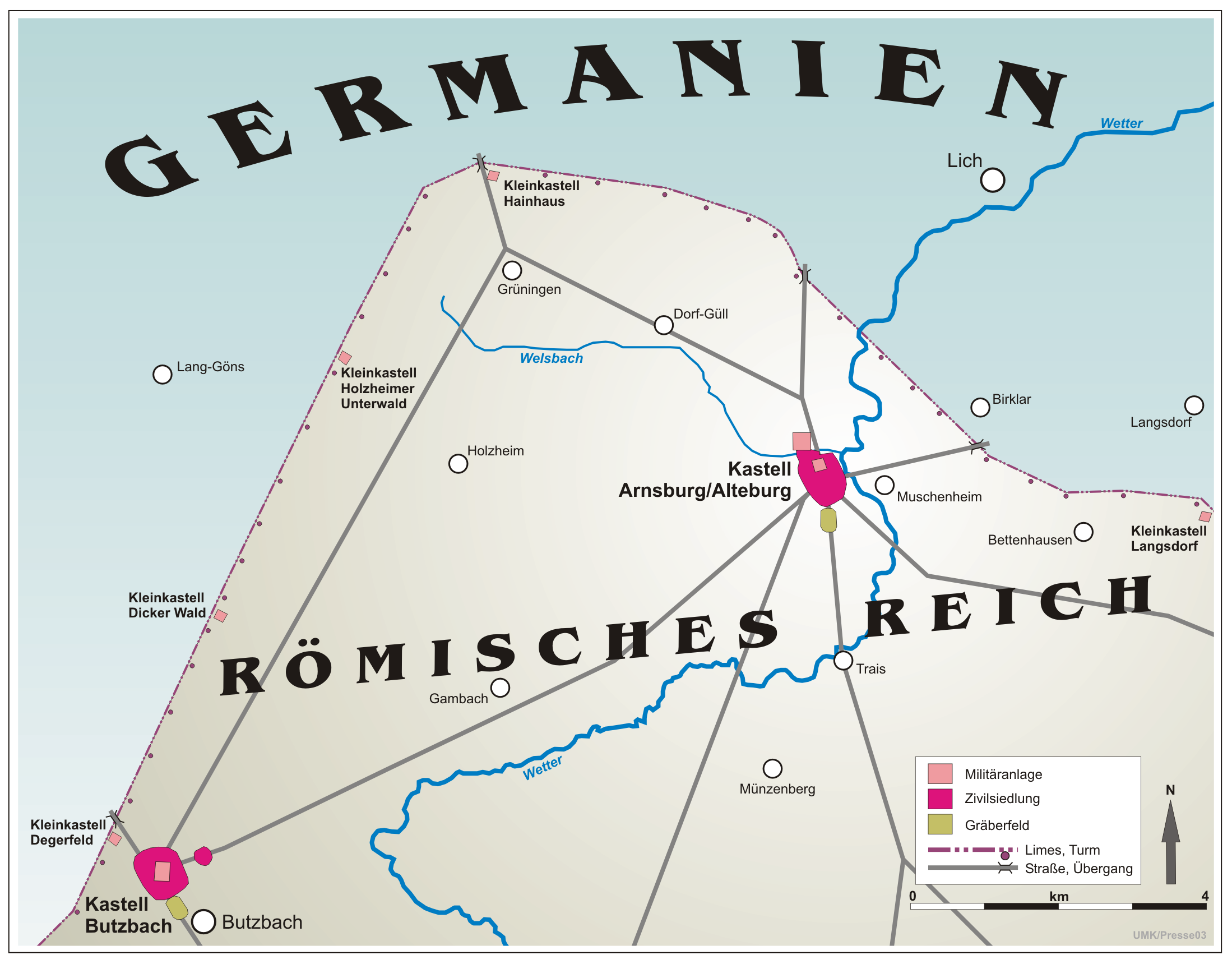
Nördlicher Limesbogen in der Wetterau mit den Kastellen Butzbach und Arnsburg

Das Kastell befindet sich im nordwestlichen Stadtgebiet von Butzbach westlich der Bundesstraße 3 und nordöstlich der Justizvollzugsanstalt Butzbach. Das Kastellareal ist teilweise nicht überbaut, abgesehen von der Bundesstraße, einigen Wohnhäusern und einer Reithalle. Der zugehörige Kastellvicus und das Gräberfeld sind bis auf wenige Restflächen komplett überbaut. Der Limes verläuft in etwa 800 m Entfernung in Richtung SSW-NNO. Er verlässt dort die letzten Ausläufer des Taunus und tritt in die Lössebene der Wetterau ein. Im Gebiet der Stadt Butzbach wurden die Kleinkastelle Hunnenkirchhof und Degerfeld direkt am Limes ausgegraben.
Etwa 200 m westlich vom Kastell verlief die Weinstraße, ein vermutlich in vorgeschichtlicher Zeit bereits benutzter Weg von Mainz (Mogontiacum) über Friedberg an den Limes. Nördlich führte sie durch das von einer Germanengruppe besiedelte Gießener Becken in das Kerngebiet der Chatten um Kassel und Fritzlar.

## Geschichte

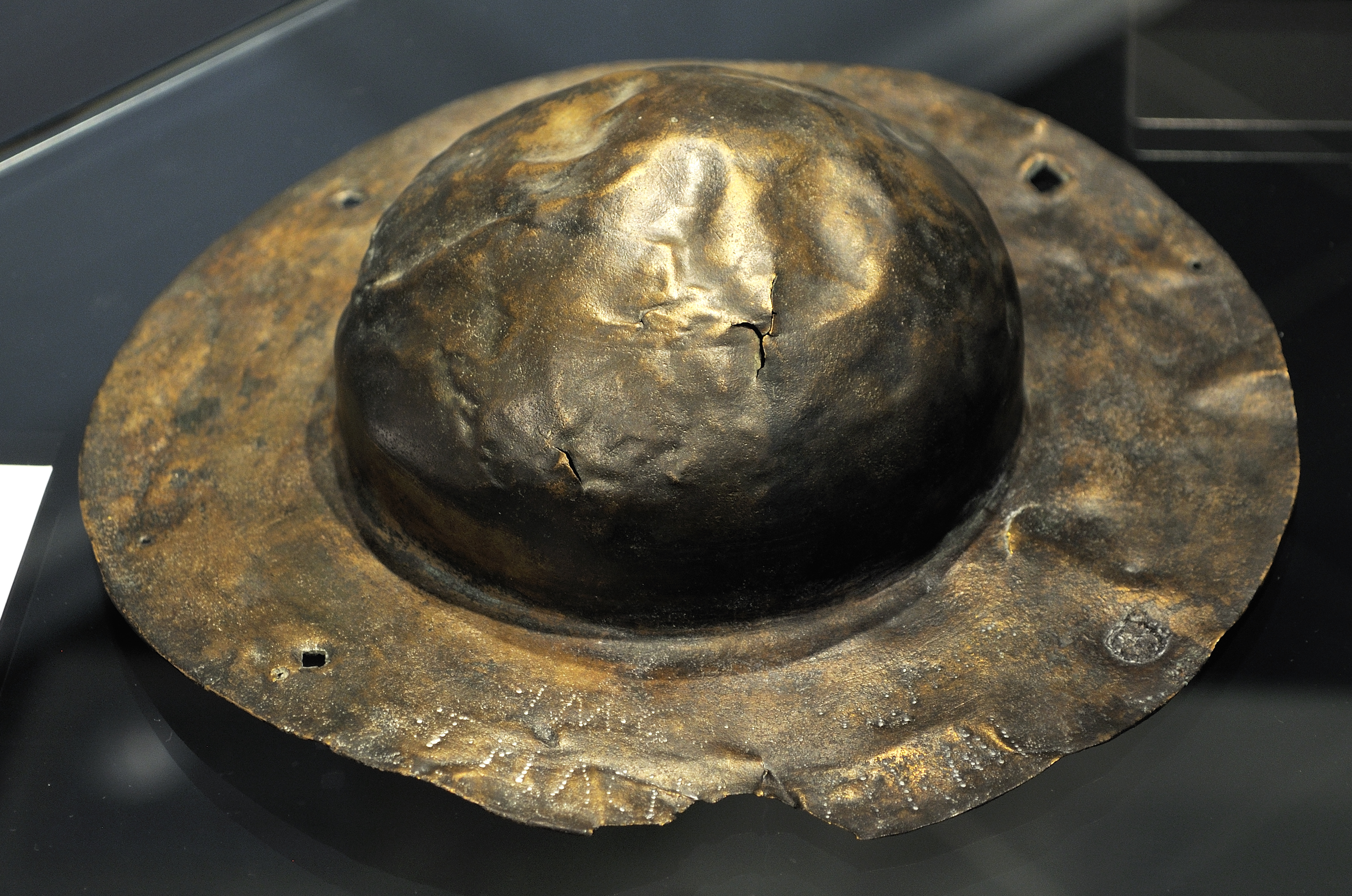
Schildbuckel mit eingepunzter Inschrift und Hinweis auf die ala Moesica

Die Lage an einem der wichtigsten Grenzübergänge in das freie Germanien hatte zur Folge, dass die Römer dort sehr früh ein Kastell errichteten. Die erste Kastellanlage wird bald nach den Chattenkriegen Kaiser Domitians um 90 n. Chr. entstanden sein; nach einer neueren Auswertung der Münzreihen vieler Kastelle am Obergermanisch-Raetischen Limes erst kurz vor 110 n. Chr. Als früheste Einheit ist die cohors II Raetorum civium Romanorum anzunehmen, die zuvor als wohl letzte Einheit in Wiesbaden (Aquae Mattiacorum) gestanden hatte. Sie errichtete das erste Holz-Erde-Kastell.
Die Kohorte wurde um 135 n. Chr. auf die Saalburg verlegt. An ihre Stelle trat die zuvor in Heidelberg-Neuenheim stationierte cohors II Augusta Cyrenaica equitata, die das ältere Steinkastell erbaut haben dürfte. In der Mitte des 2. Jahrhunderts oder kurz darauf, nach anderen Angaben zwischen 180 und 190 n. Chr., wurde das Kastell nach Süden erweitert. Dieser Umbau hängt wohl mit einem Wechsel oder einer Verstärkung der Besatzung zusammen. Eine Punzinschrift auf einem Schildbuckel könnte auf die ala Moesica felix torquata als neue Besatzung hinweisen. Als 500 Mann starke Reitertruppe benötigte sie gegenüber den vorherigen Einheiten mehr Platz zum Unterstellen der Pferde. Die Erweiterung des Kastells hängt möglicherweise mit einem Chatteneinfall in den 60er Jahren des 2. Jahrhunderts zusammen. In der gleichen Zeit wurde die Limesstrecke im Taunus durch die Numeruskastelle Holzhausen, Kleiner Feldberg und Kapersburg verstärkt.
Das durch die Erweiterung entstandene jüngere Steinkastell wurde mehrmals zerstört. Zerstörungshorizonte deuten auf solche Ereignisse in den Jahren 213 und 233 n. Chr. hin, wobei das Kastell jeweils wieder aufgebaut wurde. Ob es nach 233 bis in die Zeit des endgültigen Limesfalls noch bestand, ist nicht gesichert. Die Menge an Fundmaterial aus dieser Zeit ist deutlich geringer als zuvor, unter den Münzen war nur eine einzige des Philippus Arabs. Einbauten im jüngeren Steinkastell legen zumindest eine zeitweilige Besetzung nahe.

## Forschungsgeschichte
Nach dem Abzug der Römer waren Reste der Kastellanlage bis weit in das 19. Jahrhundert sichtbar und durch Funde römischer Münzen und Mauern als „Hunneburg“ bekannt. Der Name stammt aus dem Volksmund, der in den römischen Ruinen eine Burg des Hunnenkönigs Attila sehen wollte. Schon 1340 erwähnt ein Güterverzeichnis des Klosters Engelthal das Gelände als hinder der aldin burg. 1697 und 1759 wurde der Ort in der Literatur als römische Niederlassung bezeichnet. Solche Erwähnungen veranlassten Johann Philipp Dieffenbach im Herbst 1842 zu einer Ausgrabung im Auftrag des Historischen Vereins für das Großherzogtum Hessen. Dieffenbachs Grabungen erfassten die Umfassungsmauer und das praetorium, doch hielt er diese für Teile der zivilen Siedlung. Das Kastell vermutete er nordwestlich im Bereich des Degerfeldes.
Karl August von Cohausen widersprach Dieffenbach und meinte, der Name Hunneburg könne nur auf ein Kastell hindeuten. Die Auffindung des Kastells blieb letztlich der Reichs-Limeskommission und dem Streckenkommissar Friedrich Kofler am Ende des 19. Jahrhunderts vorbehalten. Kofler entdeckte die beiden Steinkastelle und grub in den principia sowie im praetorium.
Erst ab 1953 fanden wieder größere Grabungen statt. Sie wurden notwendig, weil die US Army im Bereich des ehemaligen römischen Lagerdorfes Wohnungen für die in Butzbach stationierten amerikanischen Soldaten baute, wobei der Kastellvicus größtenteils zerstört wurde. Die Grabungen standen unter der Leitung von Werner Jorns und Gustav Müller und dauerten bis 1956, wobei 1955 auch ein Bereich innerhalb des Kastells untersucht wurde. 1961 wurden weitere Grabungen unter W. Jorns und Hans Schönberger notwendig, als der Bau der B 3 das Kastellareal berührte. Spätere Grabungen im 20. Jahrhundert unter Hartmut Lischewski widmeten sich vor allem der Innenbebauung des Kastells, der Abfolge der Umwehrungen und dem früheren Holzkastell.
Zuletzt fanden in den Jahren 2011–2012 sowie 2016–2017 Grabungen im westlichen Vicusareal statt. Erstere waren aufgrund der Umstrukturierungen der Housing-area nach dem Abzug der amerikanischen Truppen notwendig geworden und erbrachten Hinweise auf die typische, streifenartige Vicusbebauung.
Ein deutlich differenziertes Bild zeigte sich bei der Erschließung einer kleinen Parzelle an der Kreuzung Oberer Lachenweg/Seedammweg in den Jahren 2016–2017. Bei dem öffentlich genutzten Gebäudekomplex dürfte es sich nach Ausweis der Funde um ein zum Vicusbereich gehöriges Heiligtum gehandelt haben.

## Befunde

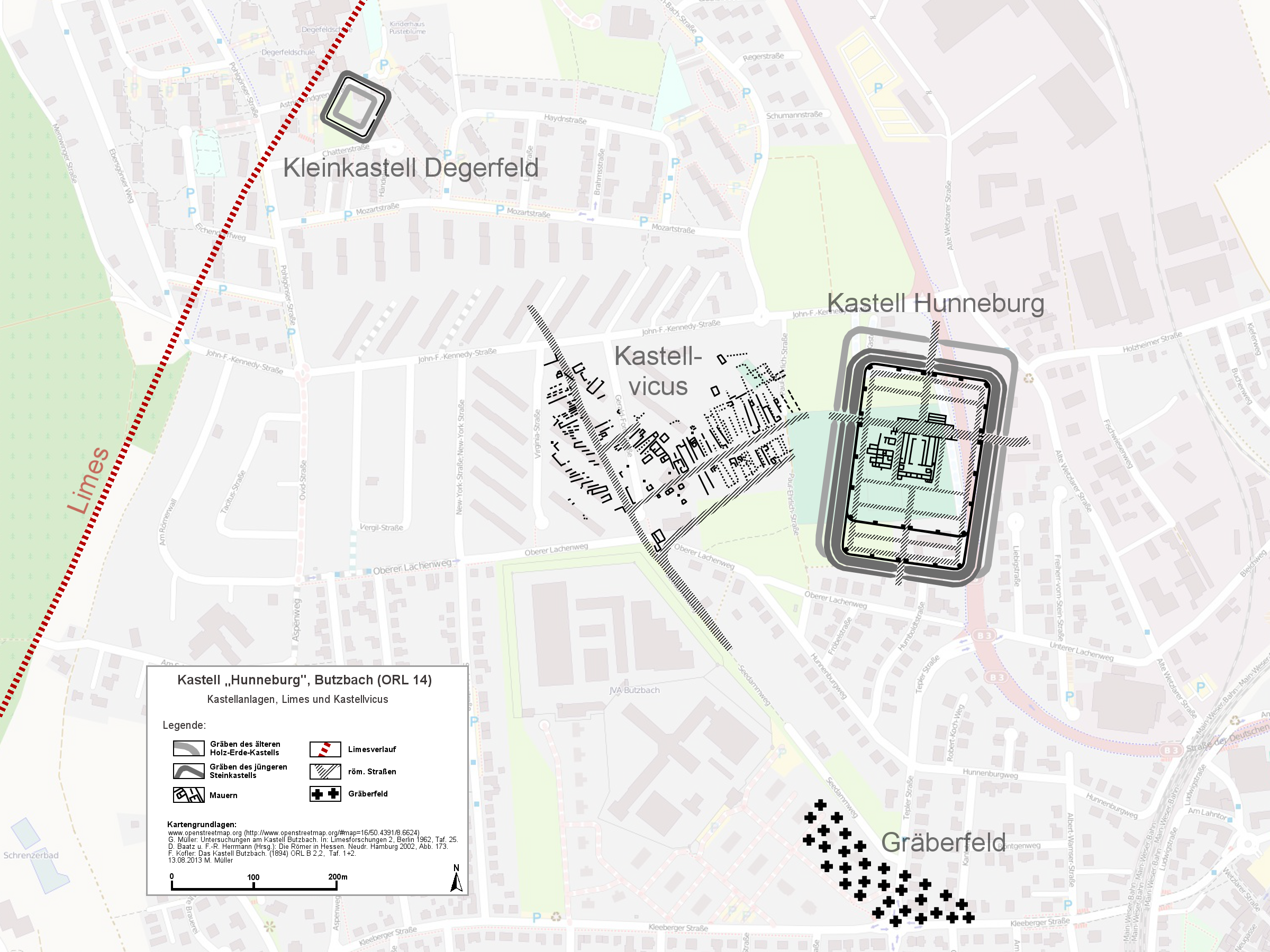
Lageplan des Kastells „Hunneburg“, Kastellvicus und Kleinkastell Degerfeld

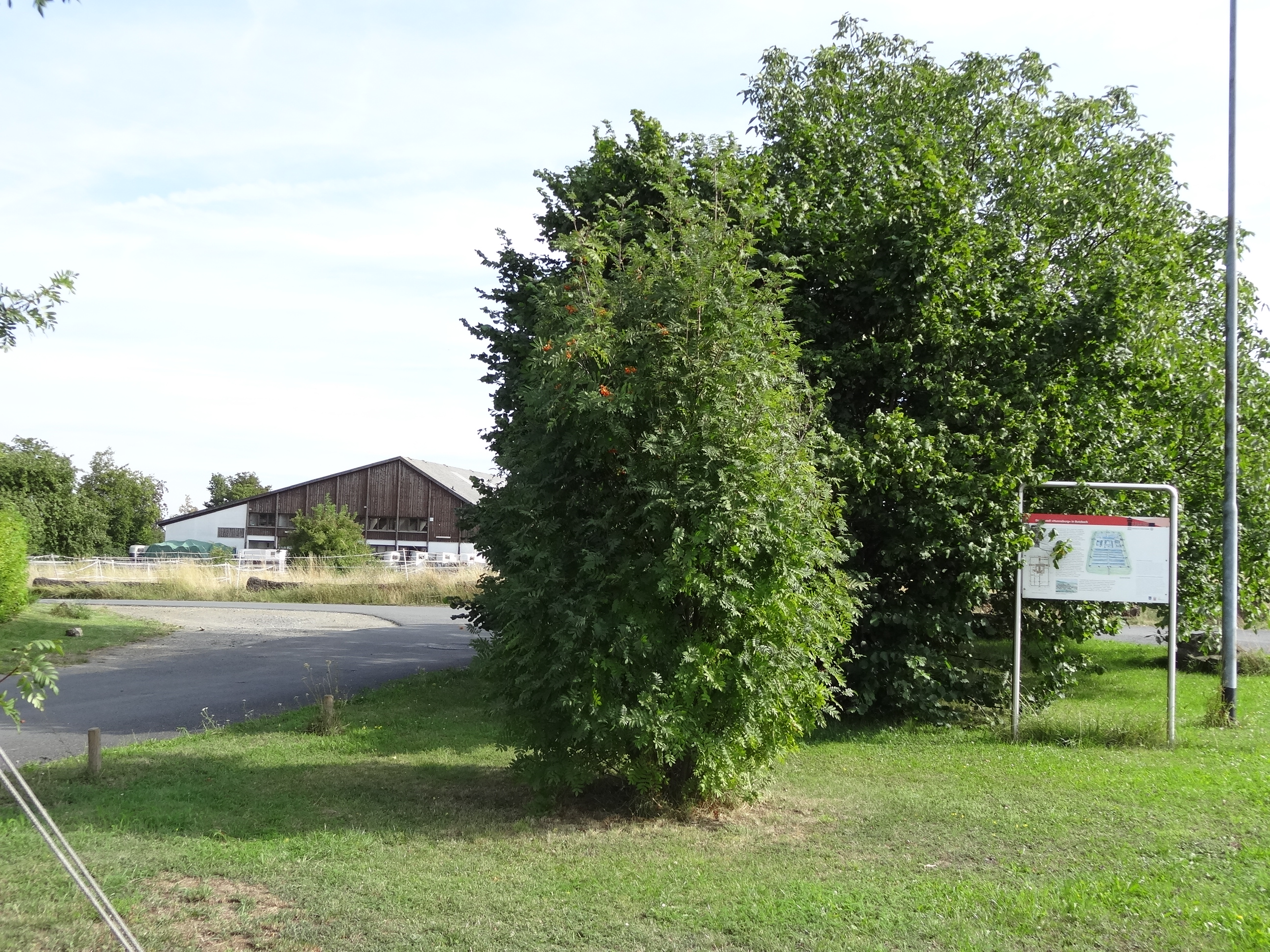
Das Kastellgelände mit Schautafel, 2013

### Holz-Erde-Kastell
Das frühe Holz-Erde-Kastell (nach Müller Periode 1) besaß mit etwas über vier Hektar eine ungewöhnliche Größe. Mit einiger Wahrscheinlichkeit war deshalb neben der 2. Raeterkohorte noch eine weitere Hilfstruppeneinheit hier stationiert. Der einfache Kastellgraben reichte im Westen, Osten und besonders im Norden über die spätere Umwehrung hinaus, während er im Süden von dieser überlagert wurde. Nachgewiesen werden konnte weiterhin eine 0,60 m breite Berme. Die Kastellmauer bestand aus einer Holz-Erde-Konstruktion, von der ein 4,50 m breiter Unterbau mit einer Holzkonstruktion dokumentiert werden konnte. Außen hatte man die Mauerfront durch eine einzeilige Mauerschale aus luftgetrockneten Lehmziegeln verstärkt. Der Mauerkern bestand aus aufgeschüttetem und festgestampftem Material. Von der Innenbebauung konnten einige der Baracken nachgewiesen werden.

### Älteres Steinkastell
Das Holz-Erde-Kastell wurde planmäßig aufgegeben und durch das ältere Steinkastell ersetzt (Periode 2). Bei gleicher Ausrichtung war es mit 2,8 ha deutlich kleiner. Der Kastellgraben besaß eine Breite von 6 m bei einer Tiefe von 4 m unter der heutigen Oberfläche. Nach einer 1,80 m breiten Berme schloss sich die Kastellmauer an. Sie besaß ein Gussmauerwerk aus Taunusquarzit und war in einer Breite zwischen 1,50 und 1,60 m erhalten. Von den vier Kastelltoren besaßen das östliche, nördliche und westliche doppelte Tordurchfahrten, das Südtor als porta decumana hatte eine einfache. Das Kastell war damit nach Norden, auf den Limes zu ausgerichtet, was auch an der Bauweise des Stabsgebäudes erkennbar wurde. Die Tortürme sprangen nicht über die Mauerflucht hinaus. Das Kastell besaß acht Tortürme, die meist eine Länge von 5,50 m bei einer Breite von 4,90 m aufwiesen. Außer den Tortürmen waren noch vier Eck- und 12 Zwischentürme vorhanden.
Von der Innenbebauung konnte ein Großteil bereits von der Reichs-Limeskommission ergraben werden. Die principia hatten eine Breite von 42,60 m bei einer Länge von 66,50 m. Im Norden und Süden waren mehrere Gebäude außen angelehnt. Ein größerer Baukomplex westlich des Stabsgebäudes mit teilweise hypokaustierten Räumen dürfte die Wohnung des Kommandanten (praetorium) gewesen sein.
Die Mannschaftsbaracken bestanden aus Fachwerk mit gestampftem Lehmfußboden. Schon zu Koflers Zeiten wurden sie recht umfassend dokumentiert. Häufig wiesen sie abwechselnd Räume mit den Maßen 8 × 4 bzw. 5 × 4 m auf. Darin befanden sich gelegentlich Feuerstellen aus zusammengelegten Steinen, Dach- oder Hypokaustziegeln.
Von den Lagerstraßen wurde die via sagularis mit einer Breite von 4,00 bis 5,80 m nachgewiesen. Sie verlief trotz unterschiedlicher Breite jeweils 6,25 m hinter der Innenkante der Umfassungsmauer. Die via praetoria war im Norden des Kastells hinter dem Haupttor etwa 12 m breit. In der retentura zwischen principia und Südtor war sie nur 7,30 m breit.

### Jüngeres Steinkastell
In der zweiten Hälfte des 2. Jahrhunderts wurde das Kastell um 38,5 m nach Süden erweitert und nahm dadurch eine Fläche von 3,3 ha ein (Periode 3). Mit 1,50 m Breite weist die Mauer eine ähnliche Beschaffenheit wie im Bereich des älteren Steinkastells auf. Der südliche Wall und die Kastellmauer wurden größtenteils bis auf Fundamenttiefe abgetragen, der Graben wurde zugeschüttet. Größere Erdbewegungen waren notwendig, um den Höhenunterschied zwischen dem Kastellinneren und dem ehemaligen Vorfeld auszugleichen. Die neuen Mannschaftsbaracken wurden nicht mehr als Pfosten-, sondern als Ständergerüstbau mit hölzernen Schwellbalken ausgeführt. Reste von bemaltem Wandverputz und Fensterglas, vorwiegend an den Kopfbauten der Centurionen, weisen auf einen leicht gestiegenen Komfort hin.
Aus einer bis zu 0,50 m dicken Planierschicht schloss Müller auf eine Zerstörung des Kastells. Sie überlagerte neben Brandschutt auch die eingeebnete Südmauer des älteren Steinkastells und enthielt schwarzen bis schwarzbraunen Humus, vermengt mit verziegelten Hüttenlehmbrocken der vorherigen Periode. Vermutlich wurde sie beim Wiederaufbau des Kastells (Periode 4) flächig aufgetragen. An der Kastellmauer konnten keine Erneuerungen festgestellt werden.

### Späteste Kastellbauten
Bereits Kofler hatte einige Trockenmauern festgestellt, die den Schutt der spätesten Barackenbauten überlagerten. Auch Müller beobachtete sie und datierte sie mit aller Vorsicht in römische Zeit (Periode 5). Er interpretierte diese Mauern als Indizien für „eine letzte, nur undeutlich faßbare und vielleicht nur kurzfristige militärische Besetzung des Platzes“. Derartige Einbauten in mittelkaiserzeitliche Kastelle aus den letzten Jahren des Obergermanisch-Raetischen Limes wurden erst nach Befunden in den Kastellen Kapersburg und Miltenberg-Ost lange nach Müllers Grabungen richtig als Reduktionsphase gedeutet.

### Kastellvicus
Das Lagerdorf des Butzbacher Kastells hatte eine ungewöhnliche Größe und Struktur, vermutlich ein Hinweis auf die Bedeutung der Siedlung an einem wichtigen Grenzübergang. Es handelte sich eher um eine kleinstädtische Siedlung als ein Dorf. Sie hatte nicht, wie sonst häufig, die Form eines Straßendorfs vor dem Haupttor des Kastells. Die Hauptachse des vicus war die Fernstraße, die etwa 200 Meter am Kastell westlich vorbei und zum nordwestlich gelegenen Grenzübergang verlief, der vom dortigen Kleinkastell Degerfeld aus überwacht wurde. Einzelne Gassen mit der für Zivilsiedlungen typischen Bebauung in Streifenhausparzellen verbanden die Fernstraßen mit den Toren des Kastells, vor denen sich weitere zivile Bauten befanden. Die gesamte Ausdehnung des Vicus ist trotz längerer Grabungen noch nicht bekannt.
Aus dem Lagerdorf stammen zahlreiche Fragmente von Wandmalereien, deren Dekorationen sich in einigen Fällen rekonstruieren lassen. Es fanden sich Reste von Felderdekorationen, die oftmals florale Motive aufweisen. Besonders bemerkenswert sind auch die Reste einer Wand mit einer einfachen Architekturmalerei. Die Fragmente stammen wahrscheinlich aus einem Bad. Solche Architekturmalereien sind eher selten in den germanischen Provinzen und belegen den Wohlstand einiger Bürger. Andere Fragmente zeigen sogar figürliche Reste. Insgesamt belegen die Wandmalereien ein hohes Wohnniveau.
Das Lagerdorf bestand bis in die Zeit des Limesfalls, dürfte aber seit dem Alamanneneinfall 233 n. Chr. nur noch in geringerem Umfang weiter besiedelt gewesen sein. Die unsichere Lage im Grenzland entzog dem Ort im 3. Jahrhundert zunehmend die wirtschaftliche Grundlage.
Bei Grabungen im Jahre 2017 kam ein etwa 6 × 30 Meter umfassender Gebäudekomplex zutage, der sich aus drei Räumen sowie einem Innenhof, in welchem sich zwei weitere Gebäude befanden, zusammensetzte. Neben mehreren Gruben, die als Feuerstellen identifiziert wurden, fiel besonders eine Grube im südöstlichen Bereich auf. Diese wurde muldenförmig angelegt und wies zwei Stufen auf. Neben dem Hauptbestandteil der Verfüllung, Holzkohle und verbrannte Tierknochen, befanden sich ebenfalls mehrere Melonenperlen sowie vollständige Gefäße, darunter mehrere Räucherbecher, in der Grube. Diese Becher tauchen vor allem im Kult- und Grabkontext auf, wo sie meist rituell zerschlagen oder deponiert worden sind. Eine weitere Besonderheit stellte eine Vielzahl an Fragmenten von Götterstatuen sowie eine Weiheinschrift dar. Diese sind jedoch nicht in Zusammenhang mit der römischen Kultpraxis zu sehen, sondern vielmehr Zeugnisse der beginnenden Unruhen des 3. Jahrhunderts.

## Denkmalschutz und Fundverbleib

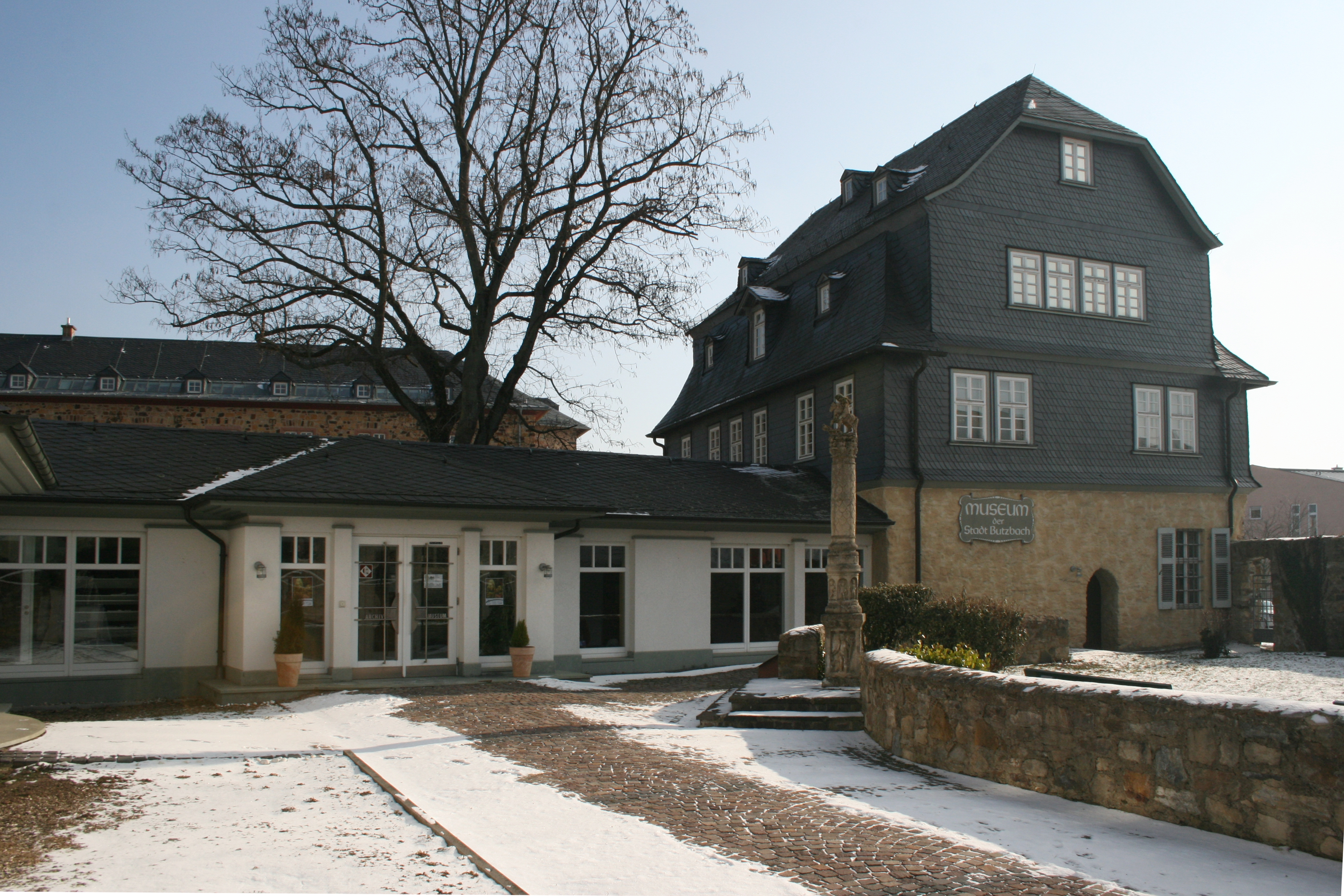
Museum der Stadt Butzbach, Außenansicht mit Replik einer Jupitergigantensäule

Das Kastell Butzbach und die erwähnten Anlagen sind als Abschnitt des Obergermanisch-Raetischen Limes seit 2005 Teil des UNESCO-Welterbes. Außerdem sind sie Bodendenkmale im Sinne des Hessischen Denkmalschutzgesetzes. Nachforschungen und gezieltes Sammeln von Funden sind genehmigungspflichtig, Zufallsfunde an die Denkmalbehörden zu melden.
Die Funde aus dem Kastell werden größtenteils im Museum der Stadt Butzbach aufbewahrt, dessen römische Abteilung im Keller sich besonders dem Kastell widmet.